# Robert Preston
Robert Preston, all'anagrafe Robert Preston Meservey (Newton, 8 giugno 1918 – Montecito, 21 marzo 1987), è stato un attore e cantante statunitense.

## Biografia
La famiglia di Preston si trasferì a Los Angeles per via della carriera del padre, giocatore di baseball per gli Hollywood Blues, mentre la madre lavorava in un negozio di musica. Il giovane Robert Preston lasciò la scuola a 16 anni per diventare attore, prima in una piccola compagnia teatrale e poi al Pasadena Community Theater, dove venne scoperto da un talent scout che gli fece firmare un contratto per la Paramount, grazie al quale partecipò ad alcuni B movie nella seconda metà degli anni trenta, ma anche a pellicole di prestigio, come La via dei giganti (1939) e Beau Geste (1939).
Durante la seconda guerra mondiale prestò servizio in Gran Bretagna nell'aeronautica. Al termine del conflitto tornò a Hollywood, ma nel 1951 si trasferì a New York e si impose come un versatile attore teatrale. E proprio in teatro la sua carriera ebbe una svolta, quando ottenne la parte del protagonista nel musical The Music Man, benché precedentemente non fosse affatto conosciuto come cantante. Questo ruolo gli diede grande notorietà presso il pubblico americano, anche grazie all'omonima versione cinematografica del 1962.
Divenuto una star di prim'ordine, continuerà per tutta la sua carriera ad alternare cinema e teatro. Fra i suoi successi sul palcoscenico, da ricordare anche I do! I do! (1966), e Mack & Label (1974), mentre per il grande schermo interpretò, fra gli altri, i film Il buio in cima alle scale (1960), Al di là della vita (1963), S.O.B. (1981) e Victor Victoria (1982), che gli valse la candidatura al premio Oscar al miglior attore non protagonista.
Nel 1962 cantò la Youth Fitness Song (Canzone per lo sport della gioventù), anche nota come Go, Chicken Fat, Go (Via, pancetta, via) che l'allora Presidente degli Stati Uniti John Kennedy volle fosse distribuita in tutte le scuole statunitensi (si calcola che il 33 giri fu distribuito in tre milioni di copie) per incentivare i giovani alla pratica dello sport, ritenendo che la nazione stesse combattendo una guerra non militare contro Cina e Russia e che, in mancanza di un'adeguata preparazione fisica generale, questa guerra sarebbe stata persa in cinquant'anni. La canzone è stata poi riutilizzata nel 2014 dalla Apple Inc. (in una nuova incisione, della quale la società non ha voluto diffondere il nome dell'esecutore) in uno spot dedicato alle app ed alle funzioni di monitoraggio dell'attività fisica di iOs 8.
Sposato dal 1940 con Catherine Craig, anche lei attrice, conosciuta ai tempi del Pasadena Community Theater, Preston morì nel 1987 per cancro ai polmoni.

## Premi teatrali
Vinse due premi Tony Awards, entrambi come miglior attore in un musical, nel 1958 per The Music Man e nel 1967 per I do! I do!. Nel 1975 ottenne un'altra candidatura, ancora come miglior attore, per il musical Mack & Mabel.

## Filmografia

### Cinema
- King of Alcatraz, regia di Robert Florey (1938)
- Illegal Traffic, regia di Louis King (1938)
- Disbarred, regia di Robert Florey (1939)
- La via dei giganti (Union Pacific), regia di Cecil B. DeMille (1939)
- Beau Geste, regia di William A. Wellman (1939)
- Tifone sulla Malesia (Typhoon), regia di Louis King (1940)
- Giubbe rosse (North West Mounted Police), regia di Cecil B. DeMille (1940)
- Notti birmane (Moon Over Burma), regia di Louis King (1940)
- La ribelle del West (The Lady from Cheyenne), regia di Frank Lloyd (1941)
- Parachute Battalion, regia di Leslie Goodwins (1941)
- New York Town, regia di Charles Vidor (1941)
- The Night of January 16th, regia di William Clemens (1941)
- Pacific Blackout, regia di Ralph Murphy (1941)
- Vento selvaggio (Reap the Wild Wind), regia di Cecil B. DeMille (1942)
- Il fuorilegge (This Gun for Hire), regia di Frank Tuttle (1942)
- L'isola della gloria (Wake Island), regia di John Farrow (1942)
- Signorine, non guardate i marinai (Star Spangled Rhythm), regia di George Marshall e A. Edward Sutherland (1942)
- Night Plane from Chungking, regia di Ralph Murphy (1943)
- Wings Up (1943) - cortometraggio
- Passione selvaggia (The Macomber Affair), regia di Zoltán Korda (1947)
- Rivista di stelle (Variety Girl), regia di George Marshall (1947)
- Corsari della terra (Wild Harvest), regia di Tay Garnett (1947)
- La legge del cuore (Big City), regia di Norman Taurog (1948)
- Sangue sulla luna (Blood on the Moon), regia di Robert Wise (1948)
- Smith il taciturno (Whispering Smith), regia di Leslie Fenton (1948)
- Tulsa, regia di Stuart Heisler (1949)
- La roulette (The Lady Gambles), regia di Michael Gordon (1949)
- La frusta di fuoco (The Sundowners), regia di George Templeton (1950)
- Quando sarò grande (When I Grow Up), regia di Michael Kanin (1951)
- Il magnifico fuorilegge (Best of the Badmen), regia di William D. Russell (1951)
- El Tigre (My Outlaw Brother), regia di Elliott Nugent (1951)
- Cloudburst, regia di Francis Searle (1952)
- Uomini senza paura (Face to Face), regia di John Brahm e Bretaigne Windust (1952)
- L'ultima frontiera (The Last Frontier), regia di Anthony Mann (1955)
- Sentinels in the Air, regia di Howard Winner (1956) (narratore)
- Il buio in cima alle scale (The Dark at the Top of the Stairs), regia di Delbert Mann (1960)
- Capobanda (The Music Man), regia di Morton DaCosta (1962)
- La conquista del West (How the West Was Won), regia di John Ford, Henry Hathaway (1962)
- L'isola dell'amore (Island of Love), regia di Morton DaCosta (1963)
- Al di là della vita (All the Way Home), regia di Alex Segal (1963)
- L'ultimo buscadero (Junior Bonner), regia di Sam Peckinpah (1972)
- Spirale d'odio (Child's Play), regia di Sidney Lumet (1972)
- Mame, regia di Gene Saks (1974)
- Gioco da duri (Semi-Tough), regia di Michael Ritchie (1977)
- S.O.B., regia di Blake Edwards (1981)
- Victor Victoria, regia di Blake Edwards (1982)
- Giochi stellari (The Last Starfighter), regia di Nick Castle (1984)

### Televisione
- General Electric Theater – serie TV, episodio 3x26 (1955)
- Climax! – serie TV, episodi 1x16-3x03-3x39 (1955-1957)
- The Alcoa Hour – serie TV, 3 episodi (1955-1957)
- The 20th Century-Fox Hour – serie TV, episodio 2x01 (1956)
- Tre assi per un omicidio (Rehearsal for Murder), regia di David Greene – film TV (1982)
- September Gun, regia di Don Taylor – film TV (1983)
- Finnegan torna a vivere (Finnegan Begin Again), regia di Joan Micklin Silver – film TV (1985)
- Outrage!, regia di Walter Grauman – film TV (1986)

## Doppiatori italiani
- Giulio Panicali in La via dei giganti, Giubbe rosse, Notti birmane, L'isola della gloria, Passione selvaggia
- Gualtiero De Angelis in Beau Geste, Vento selvaggio, L'ultima frontiera
- Emilio Cigoli in El Tigre, Il buio in cima alle scale
- Sergio Fiorentini in S.O.B., Victor Victoria
- Adolfo Geri in Tifone sulla Malesia
- Mario Pisu in Il fuorilegge
- Gaetano Verna in Sangue sulla luna
- Glauco Onorato in La conquista del West
- Carlo Romano in L'ultimo buscadero
- Gianni Musy in Giochi stellari

## Riconoscimenti
Premi Oscar 1983 – Candidatura all'Oscar al miglior attore non protagonista per Victor Victoria

## Spettacoli teatrali
The Music Man, regia di Morton Da Costa (Broadway, 19 dicembre 1957 - 15 aprile 1961)